# Alpin skidåkning vid olympiska vinterspelen 2014

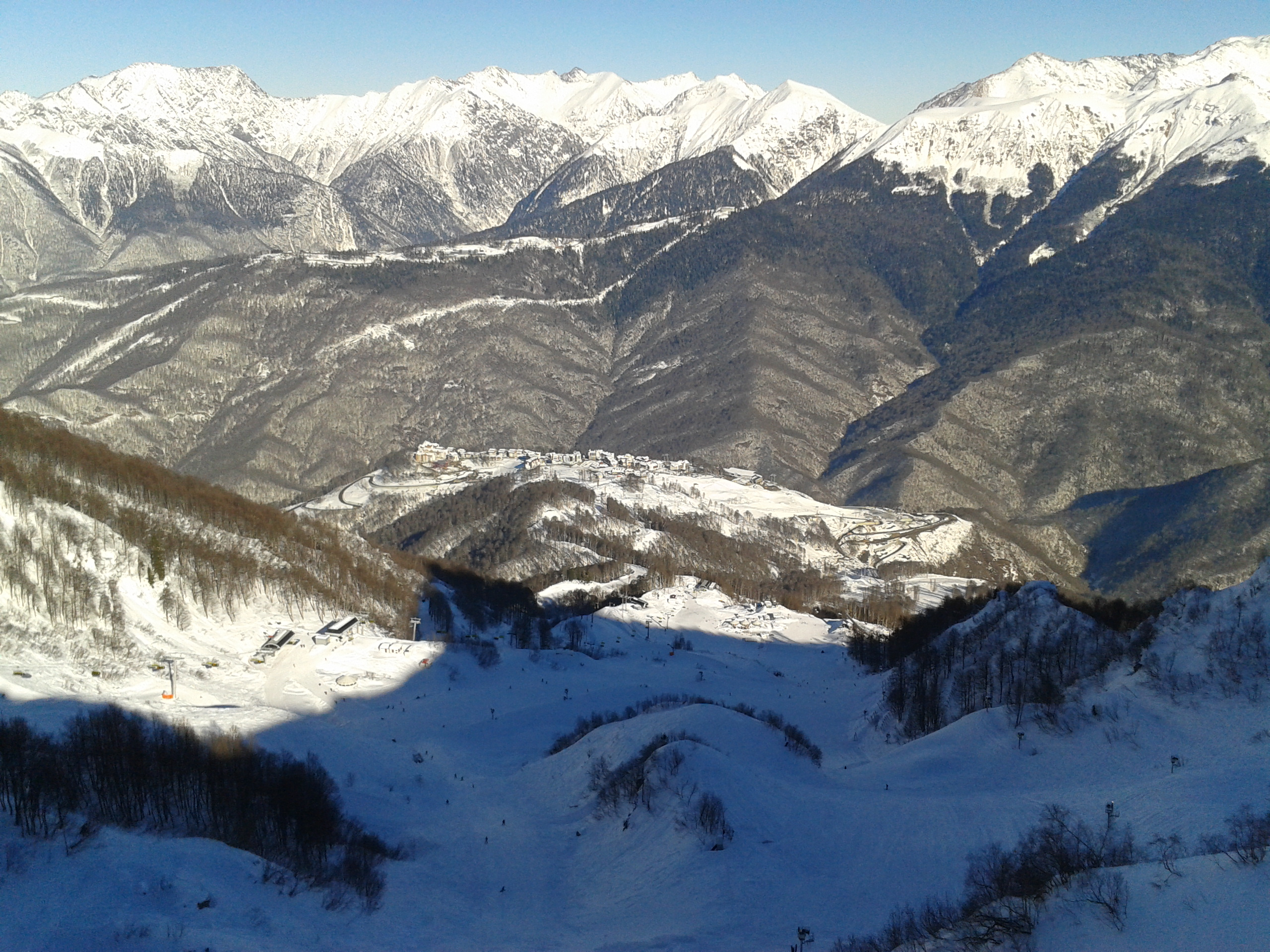
Utsikt över skidanläggningen Roza Chutor i december 2013

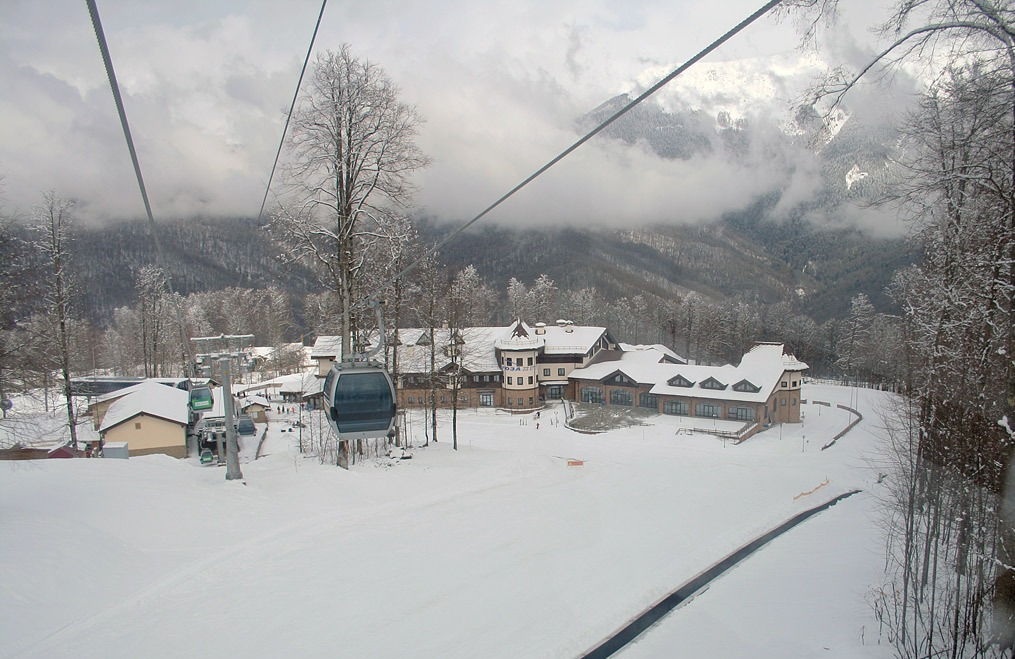
Skidanläggningen Roza Chutor 2011

Den alpina skidåkningen under de olympiska vinterspelen 2014 hölls i Roza Chutor alpina center, i närheten av Krasnaja Poljana, Ryssland. Tävlingarna pågick mellan den 9 och 22 februari 2014. Anläggningen ligger cirka 60 km från OS-staden Sotji. Totalt avgjordes 10 grenar.

## Tävlingsprogram
- 9 februari 2014 – Herrarnas störtlopp
- 10 februari 2014 – Damernas superkombination
- 12 februari 2014 – Damernas störtlopp
- 14 februari 2014 – Herrarnas superkombination
- 15 februari 2014 – Damernas super-G
- 16 februari 2014 – Herrarnas super-G
- 18 februari 2014 – Damernas storslalom
- 19 februari 2014 – Herrarnas storslalom
- 21 februari 2014 – Damernas slalom
- 22 februari 2014 – Herrarnas slalom

## Baninformation
| Datum       | Tävling                  | Start m.ö.h | Finish m.ö.h | Fallinje meter | Total längd kilometer | Lutning grader % |
| ----------- | ------------------------ | ----------- | ------------ | -------------- | --------------------- | ---------------- |
| Sön 9 feb   | Störtlopp – herrar       | 2045 m      | 970 m        | 1075 m         | 3,495 km              | 30,8%            |
| Ons 12 feb  | Störtlopp – damer        | 1755 m      | 985 m        | 790 m          | 2,713 km              | 29,1%            |
| Fre 14 feb  | Störtlopp– (SK) – herrar | 1947 m      | 970 m        | 977 m          | 3,219 km              | 30,4%            |
| Mån 10 feb  | Störtlopp– (SK) – damer  | 1755 m      | 965 m        | 790 m          | 2,713 km              | 29,1%            |
| Sön 16 feb  | Super-G – herrar         | 1592 m      | 970 m        | 622 m          | 2,096 km              | 29,7%            |
| Lör 15 feb  | Super-G – damer          | 1580 m      | 965 m        | 615 m          | 2,100 km              | 29,3%            |
| Ons 19 feb  | Storslalom – herrar      | 1370 m      | 960 m        | 410 m          |                       |                  |
| Tors 20 feb | Storslalom – damer       | 1365 m      | 965 m        | 400 m          |                       |                  |
| Lör 22 feb  | Slalom – herrar          | 1160 m      | 960 m        | 200 m          |                       |                  |
| Fre 21 feb  | Slalom – damer           | 1160 m      | 960 m        | 200 m          |                       |                  |
| Fre 14 feb  | Slalom – (SK) – herrar   | 1160 m      | 960 m        | 200 m          |                       |                  |
| Mån 10 feb  | Slalom – (SK) – damer    | 1160 m      | 960 m        | 200 m          |                       |                  |

(SK) = Superkombination

## Medaljsammanfattning
Damer
| Gren                         | Guld                                        | Guld                                        | Silver                     | Silver                     | Brons                        | Brons                        |
| Slalom Detaljer...           | Mikaela Shiffrin USA                        | Mikaela Shiffrin USA                        | Marlies Schild Österrike   | Marlies Schild Österrike   | Kathrin Zettel Österrike     | Kathrin Zettel Österrike     |
| Storslalom Detaljer...       | Tina Maze Slovenien                         | Tina Maze Slovenien                         | Anna Fenninger Österrike   | Anna Fenninger Österrike   | Viktoria Rebensburg Tyskland | Viktoria Rebensburg Tyskland |
| Störtlopp Detaljer...        | Tina Maze Slovenien Dominique Gisin Schweiz | Tina Maze Slovenien Dominique Gisin Schweiz | —                          | —                          | Lara Gut Schweiz             | Lara Gut Schweiz             |
| Superkombination Detaljer... | Maria Höfl-Riesch Tyskland                  | Maria Höfl-Riesch Tyskland                  | Nicole Hosp Österrike      | Nicole Hosp Österrike      | Julia Mancuso USA            | Julia Mancuso USA            |
| Super-G Detaljer...          | Anna Fenninger Österrike                    | Anna Fenninger Österrike                    | Maria Höfl-Riesch Tyskland | Maria Höfl-Riesch Tyskland | Nicole Hosp Österrike        | Nicole Hosp Österrike        |

Herrar
| Gren                         | Guld                     | Guld                     | Silver                      | Silver                      | Brons                            | Brons                            |
| Slalom Detaljer...           | Mario Matt Österrike     | Mario Matt Österrike     | Marcel Hirscher Österrike   | Marcel Hirscher Österrike   | Henrik Kristoffersen Norge       | Henrik Kristoffersen Norge       |
| Storslalom Detaljer...       | Ted Ligety USA           | Ted Ligety USA           | Steve Missillier Frankrike  | Steve Missillier Frankrike  | Alexis Pinturault Frankrike      | Alexis Pinturault Frankrike      |
| Störtlopp Detaljer...        | Matthias Mayer Österrike | Matthias Mayer Österrike | Christof Innerhofer Italien | Christof Innerhofer Italien | Kjetil Jansrud Norge             | Kjetil Jansrud Norge             |
| Superkombination Detaljer... | Sandro Viletta Schweiz   | Sandro Viletta Schweiz   | Ivica Kostelić Kroatien     | Ivica Kostelić Kroatien     | Christof Innerhofer Italien      | Christof Innerhofer Italien      |
| Super-G Detaljer...          | Kjetil Jansrud Norge     | Kjetil Jansrud Norge     | Andrew Weibrecht USA        | Andrew Weibrecht USA        | Jan Hudec Kanada Bode Miller USA | Jan Hudec Kanada Bode Miller USA |

### Medaljtabell
- Efter damer storslalom 18 februari

| Pl. | Nation    | Guld | Silver | Brons | Totalt |
| --- | --------- | ---- | ------ | ----- | ------ |
| 1   | Österrike | 3    | 4      | 2     | 9      |
| 2   | USA       | 2    | 1      | 2     | 5      |
| 3   | Schweiz   | 2    | 0      | 1     | 3      |
| 4   | Slovenien | 2    | 0      | 0     | 2      |
| 5   | Tyskland  | 1    | 1      | 1     | 3      |
| 6   | Norge     | 1    | 0      | 2     | 3      |
| 7   | Frankrike | 0    | 1      | 1     | 2      |
| 7   | Italien   | 0    | 1      | 1     | 2      |
| 9   | Kroatien  | 0    | 1      | 0     | 1      |
| 10  | Kanada    | 0    | 0      | 1     | 1      |
|     | Totalt    | 11   | 9      | 11    | 31     |